# 李藩
李藩（754年—811年11月20日），字叔翰，唐朝官员，唐宪宗年间任宰相。

## 家世
李藩生于唐玄宗天宝十三年（754年）。出自赵郡李氏南祖，李藩的曾祖父李至远在武则天年间任壁州刺史，祖父李畬在玄宗年间任考功郎中，官终国子司业，赠太子宾客，都名重一时。

## 唐德宗年间

### 年少成名
李藩的父亲李承在唐德宗年间为湖南观察使。少年时的李藩恬静淡泊，仪表文雅，又好学。建中四年（783年）李承去世，留给李藩一笔巨额家产。亲戚来奔丧，李藩任由他们任取财物，还广为布施，于是几年间耗尽家产，陷入贫困。李藩四十多岁了还没有当官，在扬州读书，无力应付家用，妻子因此埋怨，他也处之泰然。
东都洛阳留守杜亚与李承为友，上任后辟李藩为从事。李藩到任后，洛阳发生了一起大劫案。有人诬陷是牙将令狐运所为，杜亚信以为真，刑讯逼供迫其认罪。李藩知道令狐运无辜，为他辩护，但他的说辞不被接受，于是辞职。后来真正的劫犯宋瞿昙被捕，李藩更知名了。

### 徐泗濠继承危机
后来，徐泗濠节度使张建封辟李藩为从事，冯宿、韩愈等皆为其同僚。李藩谦让，未常论细微。贞元十六年（800年）或更早时，张建封染病，下属濠州刺史杜兼企图接替，未经张建封下令就赶到军部徐州。李藩正在探病，哭着斥责了他，称张建封病危之际，杜兼应该在本州守御，如果杜兼不立即返回濠州，就上奏朝廷。杜兼害怕了，只得听从。十六年五月，张建封病卒，朝廷派苏州刺史韦夏卿继任，但徐州军叛乱，支持张建封之子张愔继任。淮南节度使杜佑和泗州刺史张伾先后为徐州军所败，朝廷让步，任张愔为徐州团练使，但接管了泗州、濠州并将其并入淮南。
事后，李藩离开徐州返回扬州。杜兼因记恨李藩剥夺了他接管徐泗濠的机会，上表德宗弹劾李藩鼓励徐州叛军，欲置其于死地。德宗大怒，敕令杜佑处决李藩。杜佑却器重李藩，不想杀，和他论佛经，说：“佛教说的果报有吗？”李藩说：“有。”杜佑说：“这样的话，君应该遇事不慌。”向他出示敕令，而李藩并不怕死，神色不变，说这是杜兼的报应。杜佑上表为李藩辩护。德宗仍不信任李藩，召他进京面讯，觉得他仪态自然优雅，认为不可能会是谋反罪人，任他为秘书郎。
当时户部尚书王纯当权，想会见李藩，表示只要李藩顺从他就会予以提拔，但李藩拒绝会见。当时王仲舒、韦成季、吕洞等郎官广交朋友，经常聚在一起喝酒。他们知道李藩有名声，就请他也来共饮。李藩拗不过他们，去了，却厌恶他们轻浮的言行和席间的杂戏，再也没有加入他们。这些人后来也果然获罪下台。
十七年（801年）十一月，李藩第三女李孙二去世，年仅十六岁。次月，李藩为她作《赵郡李氏殇女墓石记》。
李藩后又历任主客员外郎、右司员外郎。

## 唐顺宗年间
二十一年（805年），唐德宗崩，子唐顺宗继位。顺宗立皇子李淳为太子。尽管李淳还不是皇帝，并非太子属官的王纯却改名王绍以避其讳，时人非之，认为他是在讨好太子。李藩却说：“自古以来，总有不识大体的大臣坏事，王绍的所为不足为奇。”

## 唐宪宗年间

### 担任京官
当年末，顺宗病重，传位李淳，即唐宪宗。不久，李藩被任为吏部员外郎，又晋为吏部郎中。他负责任命低阶官员，但一次因使者误导而作出了不当任命，因此被降为著作郎，后又历任国子从业、给事中。他负责复查起草的诏书，发现自认为不妥之处，就在草诏用的黄纸上写下意见。有管事的官员说：“应该写在白纸上再粘上去。”李藩说：“那么我就是上表，而不是更正诏书了。”宰相裴垍经常推荐李藩是当宰相的材料。

### 直率的宰相
元和四年（809年）二月，宪宗认为宰相郑絪太过沉寂，罢为太子宾客，升时任朝散大夫、守给事中、上柱国李藩为朝议大夫，守门下侍郎，授同中书门下平章事，为实质宰相，赐紫金鱼袋。李藩知无不言，宪宗很器重他。试太常寺协律郎路随因父路泌被吐蕃扣留，屡次上表请求与吐蕃修好，希望路泌生还；裴垍和李藩都为他说话。四月，在李藩、裴垍建议下，宪宗与吐蕃和谈。宪宗御制《前代君臣事迹》十四篇，写在六扇屏风上，七月，以示宰相，李藩等上表谢之。十月，给事中吕元膺被出为同州刺史，面辞宪宗时论及时政得失，宪宗很赞赏，想留他在左右。裴垍、李藩贺道：“陛下纳谏，超冠百王，是宗社无疆之福。臣等不能广求端士，又不能数次进忠言，辜负圣心，是有罪的。臣等冒死请求留下元膺给事左右。”于是吕元膺留任。十二月，宪宗对宰相们说：“前代帝王理天下，或家给人足，或国贫下困，其故何也？”李藩对：“古人云：‘俭以足用。’盖足用必系于俭约，诚使人君不贵珠玉，唯务耕桑，则百姓既足，君孰与不足？自然府帑充羡，稼穑继登。若或人君力贵异物，上行下效，风俗日奢，去本务末，衣食益乏，则百姓不足，君孰与足？自然国贫家困、贼盗乘隙而作矣。今陛下永鉴前古，思跻富庶，躬尚勤俭，自然理平伏愿，以知之为非难，保之为急务，宫室舆马衣服器玩必须损之又损，示人变风，则天下幸甚！”宪宗说：“俭约之事是我诚心，贫富之由如卿所说，唯当上下相勖，以保此道。倘有逾滥，极言箴规，此固深期于卿等也。”李藩等拜贺而退。
李藩还被任为兼弘文馆大学士。
五年（810年）八月，一次，宪宗和宰相们谈论神仙，问：“真的有神仙吗？”李藩猜测宪宗想依方士所言服药以求长生，便举出先前秦始皇、汉武帝寻求长生失败、唐太宗更因服药而染病的例子，建议宪宗立志于建立太平盛世，拒绝方士之说，称这样宪宗自然就能获得尧、舜的寿命。与此同时，李藩倡议节俭。

### 反对授节度使荣衔
十一月，王锷被任为河东节度使，想获得宰相荣衔，贿赂宪宗左右。宪宗密敕李藩和宰相权德舆授王锷宰相荣衔。李藩草诏时在任命王锷的诏书上划掉授其宰相荣衔的文字，并在其左边写“不可”以示反对。权德舆也反对，却惊愕于李藩的行为，脸色都变了，问：“你可以反对，但应该另外上奏，在诏书上划掉字句合适吗？”李藩答：“事出紧急。一旦敕书发出，就不能收回了。太阳正在落下，我们哪有足够的时间反对它呢？”宪宗得知李、权都反对，就搁置了授王锷宰相荣衔一事。

### 下台和去世
当月，裴垍因病辞相，六年（811年）正月，宪宗御含元殿受朝贺，摄太尉张茂昭、宰相于頔、李藩都行事失仪，宪宗诏释其罪。同月，尽管李藩反对，李吉甫仍成为继任宰相。李吉甫因此记恨李藩。他到长安面见宪宗后，指出故彰义节度使吴少诚死后，不应由吴少阳继任，并归咎于宰相李藩。宪宗不悦，二月，罢当时还任中散大夫的李藩为守太子詹事。几个月后，宪宗又开始怀念李藩，召他于殿中议事。十月，李藩出任华州刺史、潼关防御、镇国军使兼御史大夫，但未及离京即于次月去世，赠户部尚书，谥贞简。时人认为，李藩能力不及裴垍，严肃不及韦贯之，但为人清正循规，和裴、韦也是一流人物。

## 评价
- 《旧唐书》
  - 史臣曰：叔翰修身慎行，力学承家，批制敕有夕郎之风，涂御书见宰执之器；而乃轻财散施，天爵是期，伟哉，自待之意也！
  - 赞曰：二李秉钧，信为名臣。甫柔而党，藩俊而纯。[3]
- 《新唐书》赞曰：杜黄裳善谋，裴垍能持法，李藩鲠挺，韦贯之忠实，皆足穆天縡（恭敬上天之事），经国体，拨衰奋王，菑攘（开拓平定）四方。宪宗中兴，宁不谓得人而致然邪？[5]